# 儒林外史
『儒林外史』（じゅりんがいし）は、18世紀の中国清代中期に成立した白話小説。作者は呉敬梓。

## 概要
科挙による出世が当然視されていた時代に、科挙にふりまわされる当時の人々を活写した作品である。作中人物のひとり、杜少卿に、作者のおもかげがあるといわれている。
作品は、一貫したストーリーがあるわけではなく、各回の登場人物が、次の回につながり、そこで出会った新しい人物が次のエピソードの主人公となるという、オムニバス的な書かれ方をしている。こうした方式は、それまでの長編白話小説にはあまり見られなかった。
現存する最古の刊本は、1803年に出版されたもので、後年刊の『海上花列伝』や『官場現形記』などの、時流や風俗を描く小説にその方法が受け継がれた。
作品は55回で構成され、「56回」が存在する本もあるが、その第56回は後世の偽作といわれている。

### 日本語文献
- 稲田孝訳『儒林外史 中国古典文学大系43』（平凡社、1968年、復刊1994年ほか）
- 須藤洋一『儒林外史論　権力の肖像、または十八世紀中国のパロディ』（汲古書院、1999年）

## 評価
魯迅が本作の社会風刺を高く評価し、『紅楼夢』と並んで中国の近代文学に大きな影響を与えた。しかし、作者の態度は「脱俗を気どった体制擁護にすぎない」として、魯迅の評を過大評価とする意見もある。